# 成功灣
成功湾（拉丁語：Sinus Successus）是月球正面丰富海东北侧的一处月湾，宽近132公里。以前苏联首艘取回月壤样本的航天器—月球16号的成功登月而命名（航天器着陆点就位于该月湾旁）。九年后，该名称于1979年被国际天文学联合会批准接受。

## 位置和周边地貌
成功湾中心的月面坐标为0°54′N 59°00′E / 0.9°N 59.0°E。它北靠直径38公里的卫星陨坑韦布 P，其坑底和一半坑壁覆盖着来自月湾的凝固熔岩；东侧，一道小山脊将它与直径35公里，已严重损毁的康登陨石坑隔开；月湾东南则坐落着直径21公里且保存完好的韦布陨石坑。除此之外，该月湾再无其它显著的特征，但该月湾西北区高地确是苏联月球18号和月球20号探测器的着陆点。